# یومکس
یومکس (انگلیسی: UMAX) شرکت سخت‌افزار تایوانی است، که در سال ۱۹۸۷ تأسیس شد.